# Aeropuerto Regional de Montgomery
El Aeropuerto Regional de Montgomery (del inglés: Montgomery Regional Airport) (IATA: MGM, OACI: KMGM, FAA LID: MGM), también conocido como el Campo Dannelly, es un aeropuerto civil y militar localizado a 6 millas (9,7 km) al suroeste del distrito financiero de Montgomery, Condado de Montgomery, Alabama. Es mayormente utilizado para operaciones militares y de aviación comercial, pero es también servido por 3 aerolíneas comerciales.